# Let’s Stay Together
Let’s Stay Together – piosenka amerykańskiego muzyka Ala Greena, która otwiera jego eponimiczny album Let’s Stay Together, który wydano w 1972. roku.
Producentem, nadzorującym rejestr materiału był Willie Mitchell, natomiast miksowaniem zajął się obok Mitchella Terry Manning. Po wydaniu utworu na singlu w roku 1971, dotarł on w lutym 1972 roku na sam szczyt amerykańskiego zestawienia Billboard Hot 100. Na Wyspach Brytyjskich singiel z piosenką zatrzymał się na pozycji 7..

## Popularność
Piosenka znalazła się na miejscu 60. listy 500. utworów wszech czasów magazynu „Rolling Stone”. W 2010 roku Biblioteka Kongresu Stanów Zjednoczonych wybrała ten utwór do Krajowego Archiwum Nagrań, która corocznie wybiera nagrania będące „kulturalnie, historycznie, lub pod względem estetyki znaczące”.

## Inne wersje
W 1983 roku Tina Turner nagrała własną aranżację piosenki, która zdobyła uznanie na świecie, plasując się w Wielkiej Brytanii na #6, Nowej Zelandii na #4, w niderlandzko-języcznej Belgii #7, w Holandii #5, oraz #26 na amerykańskim Hot 100.

### Wersja Michelle Williams
W 2005 roku „Let’s Stay Together” nagrany został przez Michelle Williams. Cover stanowił soundtrack do filmu Roll Bounce. Utwór znalazł się również na minialbumie Exclusive Bonus CD Sampler.